# Tower Bloxx
Tower Bloxx (ранее City Bloxx, от англ. Tower — башня, Blocks — блоки) — мобильная игра, входящая в стандартный комплект игр установленных на мобильные телефоны компании Nokia.

## Геймплей
Основной игровой процесс заключается в строительстве здания (небоскрёба). В начале каждой стройки игроку предлагается установить подъезд будущего здания, после чего сверху на него устанавливаются другие блоки (этажи). В конце стройки (только в режиме «Постройка города») устанавливается крыша небоскрёба. Сложность игры состоит в том, что кран, с которого опускаются блоки, шатается из стороны в сторону, тем самым мешая построить небоскрёб.

### Режимы игры
В игре существует два режима игры:
- Быстрая стройка
- Постройка города

#### Быстрая стройка
В данном режиме игроку необходимо построить как можно более высокое и устойчивое здание. При постройке учитываются два параметра: количество этажей (установленных блоков) и число жителей.
Количество этажей не ограничено какой либо высотой. За каждый установленный блок начисляются очки за население. Чем выше здание, тем больше жильцов игрок получает за каждый размещённый блок. Количество жильцов также зависит от того, насколько хорошо размещён блок. Если положить блок идеально ровно поверх другого, открывается режим комбо. Если игрок успевает за то время, пока шкала комбо не опустеет, положить ещё один блок, режим продлевается, а идеальное попадание снова заполняет шкалу. Каждый блок, размещённый при активной шкале комбо, увеличивает счет комбо. После того как шкала комбо опустеет, очки комбо добавляются к очкам за население.
Игроку даётся три жизни. Если игрок промахивается, когда опускает очередной блок, мимо предыдущего, теряется одна жизнь. После того, как теряются все три жизни, стройка заканчивается, этажность и количество очков за население, на момент потери последней жизни, считаются окончательными.

#### Постройка города
Цель данного режима создать Мегаполис. Для этого необходимо строить небоскрёбы и размещать их на карте города размером 5Х5 ячеек (всего 25 ячеек). В каждой ячейке может располагаться только один небоскрёб. При постройке здания необходимо достичь определённой высоты. В режиме «Постройка города» существует такая же система комбо как и в режиме «Быстрая стройка». После достижения необходимой высоты устанавливается крыша здания. Чем лучше размещается крыша, тем больше будут премиальные очки населения. Повышение уровня города открывает новые типы зданий. Всего в игре четыре типа зданий указанные в таблице:
Типы зданий в режиме «Постройка города»
| Наименование здания | Максимальное число этажей | Количество жителей, необходимых для установки призовой крыши | Необходимо наличие следующих зданий, стоящих рядом |
| ------------------- | ------------------------- | ------------------------------------------------------------ | -------------------------------------------------- |
| Жилой дом           | 10                        | 70                                                           | -                                                  |
| Промышленное здание | 20                        | 250                                                          | Жилой дом                                          |
| Офисная высотка     | 30                        | 550                                                          | Жилой дом, Промышленное здание                     |
| Элитная высотка     | 40                        | 1000                                                         | Жилой дом, Промышленное здание, Офисная высотка    |

Игроку даётся 3 попытки для завершения небоскрёба. Если игроку не удается поставить крышу, здание будет размещено в городе без крыши. Закончив строительство небоскрёба, можно выбрать его местоположение на карте города в одной из ячеек, предназначенных для данного типа здания. Ненужные здания можно уничтожить с помощью механизма сноса. Старые — заменять новыми, если соседние дома это позволяют.

## Другие версии игры

### Santa's Tower Bloxx
Ваша задача построить город для эльфов, помощников Санты.

### Tower Bloxx Deluxe 3D
Игра переходит в трёхмерную графику.

### Tower Bloxx: I love New York
В игре вам предложено построить самый знаменитый мегаполис в мире.

### Tower Bloxx: My City
Продолжение серии, в котором необходимо строить новый мегаполис. Город теперь разделён на кварталы и районы, графика значительно улучшилась.